# Роџерс (Охајо)
Роџерс (енгл. Rogers) град је у америчкој савезној држави Охајо.

## Демографија
По попису из 2010. године број становника је 237, што је 29 (-10,9%) становника мање него 2000. године.
| Група             | 2000.       | 2010.       |
| Белци             | 263 (98,9%) | 233 (98,3%) |
| Афроамериканци    | 0 (0,0%)    | 1 (0,4%)    |
| Азијати           | 0 (0,0%)    | 0 (0,0%)    |
| Хиспаноамериканци | 2 (0,8%)    | 0 (0,0%)    |
| Укупно            | 266         | 237         |